# Bernard Hammelburg
Bernard Hammelburg (Amsterdam, 20 januari 1947) is een Nederlands journalist. 
Sinds 2002 is hij presentator en buitenlandcommentator voor BNR Nieuwsradio, waar hij onder meer BNR De Wereld en de BNR America Podcast presenteert.Tot de jaren zeventig maakte hij reportages uit het buitenland, waaronder geregeld uit oorlogsgebieden, en tot 1999 was hij correspondent vanuit de Verenigde Staten. Daarnaast ontwikkelde en produceerde hij een aantal documentaires. Het verdriet van Enschede (2001) werd bekroond met een Gouden Beeld.

## Biografie
Hammelburg begon zijn loopbaan bij het dagblad Trouw en vertrok vrij snel naar de publieke omroep. Als buitenlandcorrespondent deed hij verslag vanuit verschillende landen, zoals tijdens de Culturele Revolutie (China), Iraanse Revolutie en vanuit Vietnam, het Midden-Oosten, Afrika, India en de Verenigde Staten.
Toen hij midden jaren zeventig uit Vietnam terugkwam, wachtte zijn vrouw hem op het vliegveld op, terwijl ze dat ervoor nooit deed. Ze zei: "Mag ik mij voorstellen?" en legde hem de keus voor tussen het gezin of oorlogsgebieden. Hij besloot afscheid te nemen van reportages vanuit conflictgebieden en kwam deze belofte – op een uitstap in 2011 naar Afghanistan na – de rest van zijn carrière na. Hij presenteerde nog een tijdje het actualiteitenprogramma Televizier voor de AVRO-televisie en vertrok in 1979 naar de Verenigde Staten. Hier was hij tot 1999 correspondent voor Nederland 1, Radio 1, de VRT en het Algemeen Dagblad.
Daarnaast ontwikkelde en produceerde hij televisieformats vanuit zijn eigen bedrijf Dateline Productions. Zijn documentaire Anne Frank, the missing chapter, arts & entertainment (1997) – over de ontdekking van vijf nieuwe pagina's uit het Dagboek van Anne Frank – werd wereldnieuws. In 1999 keerde hij terug naar Nederland. Hier presenteerde hij een programma voor Net5 dat onvoldoende kijkers wist te trekken. Meer succes had hij met zijn documentaire Het verdriet van Enschede (2001) over de vuurwerkramp in Enschede. Deze werd in Nederland en België uitgezonden en bekroond met een Gouden Beeld van de Stichting Nederlandse Academy Awards. Andere producties waren bijvoorbeeld het tweeluik Aftermath (2002) over de nasleep van de aanslagen op 11 september 2001 en enkele muziekshows waaronder Love from Italy (2007) met de Italiaanse tenorengroep Andiamo.
Sinds 2002 werkt hij voor BNR Nieuwsradio als presentator van diverse programma's en als buitenlandcommentator. Hij werd enkele malen genomineerd voor een Zilveren Reissmicrofoon. De jury zei in 2017 over hem: "Hij is uitgegroeid tot de éminence grise van BNR. Zijn kunde is onomstreden." Samen met Paul van Liempt schreef hij het boek Geen vak voor bange mensen (2014) over het vak van journalist. Hammelburg woont afwisselend in New York en Amsterdam. In 2019 werd Hammelburg onderscheiden tot officier in de Orde van Oranje-Nassau voor zijn journalistieke werk.

## Persoonlijk
- Hammelburgs zoon David Hammelburg werkt ook als Amerika-correspondent.[9] Bij afwezigheid van Jan Postma presenteert Hammelburg de BNR America Podcast samen met zijn zoon.
- Simon Hammelburg was een broer van Bernard Hammelburg.